# International Society for Philosophical Enquiry
La International Society for Philosophical Enquiry è una società globale, scientifica e filosofica per individui dotati di alto quoziente d'intelligenza. Fondata nel 1974, si dedica alla ricerca avanzata e a contribuzioni originali. I suoi membri utilizzano il proprio talento per valorizzare il progresso e lo sviluppo di una cultura illuminata e una civiltà moderna.

## Origine
L'ISPE è stata fondata dal Cav. Dr. Christopher Harding, un esperto nel campo della psicometria che risiede in Queensland (Australia). La società è organizzata da funzionari e altri volontari eletti e nominati conformemente allo statuto.
Il motto dell'ISPE è “Quaere Verum”, che significa “Cerca la verità”. Come organizzazione, l'ISPE non ha un'opinione politica ufficiale né alcuna affiliazione. Concentra i suoi obiettivi sull'utilizzo dell'intelletto per il miglioramento della società e sulla messa a disposizione di un forum per conversazione e scambio di opinioni allo scopo di promuovere lo sviluppo intellettuale dei suoi membri.
Il giornale della società si chiama Telicom (ISSN 1087-6456), titolo derivato da “telic” (“verso un principio o un obiettivo”) e un'abbreviazione di “comunicazione”. Pubblica arte, poesia e articoli originali preferibilmente di interesse generale per i membri. Questioni controverse che suscitino una vivace discussione sono particolarmente gradite. Telicom è pubblicato sei volte all'anno.

## Appartenenza alla Società
L'ammissione è generalmente limitata a persone che hanno raggiunto o superato il 99,9º percentile della popolazione in uno dei test di intelligenza o di attitudine accettati dalla società. Il nome informale dell'ISPE è “The Thousand”, nome originalmente (e brevemente) dato alla società nel 1974, perché il suo livello di ammissione è 1:1000 (3,09 deviazioni standard al di sopra di una distribuzione normale) – un QI di 149 in un test d'intelligenza come lo Stanford-Binet, che ha una deviazione standard di 16, o di 146 in test che usano una deviazione standard di 15, come la Scala di Intelligenza Wechsler per Adulti.
La società è governata in maniera democratica tramite il voto dei soci che abbiano raggiunto almeno il livello di "Member" ("membro di pieno diritto").

## Attività
Nel 1981, secondo il Guinness dei Primati, l'ISPE contava "239 membri con un QI medio di 160, nessuno al di sotto di 148, e qualcuno al di sopra di 183" (p. 35). Anche l'edizione del 1993 fa riferimento all'ISPE.
In aprile del 2006, l'ISPE contava 583 membri in 29 paesi, nonostante la maggioranza (81,65%) risieda in 45 degli Stati americani e a Washington.
Gli altri 28 paesi sono Sudafrica, Australia, Belgio, Canada, Cina (RAS di Hong Kong), Corea del Sud, Danimarca, Finlandia, Francia, Germania, India, Irlanda, Israele, Italia, Giappone, Messico, Norvegia, Paesi Bassi, Regno Unito, Russia, Serbia, Singapore, Slovacchia, Spagna, Svezia, Svizzera e Ungheria.

## Livelli di associazione
L'ISPE è caratterizzata da un sistema di avanzamento concepito per incoraggiare i suoi membri a utilizzare le proprie abilità a vantaggio dell'umanità.
La società presenta sei livelli ordinari di associazione:
- Associate Member (66,7%)
- Member (14,1%)
- Fellow (7,4%)
- Senior Fellow (4,6%)
- Senior Research Fellow (3,3%)
- Diplomate (2,7%).

Il settimo livello è un livello speciale (Philosopher, 0,5%).
I nuovi membri iniziano al livello di "Associate" e vengono conferiti il diritto di voto dopo essere avanzati a "Member" ("membro di pieno diritto"). I primi sei livelli si possono conseguire dimostrando vari successi che mettano in pratica gli obiettivi della società. Il livello di "Diplomate" deve essere approvato dalla maggioranza dei membri votanti, quando il candidato è nominato per avanzamento.
"Philosopher" è il livello più alto. È un titolo onorifico che non si può "guadagnare", ed è raro.
"Mentors" ("Mentori") (0,7%) sono persone illustri al di fuori della società.

## Obiettivi dell'ISPE
Lo statuto dell'ISPE elenca nove obiettivi:
- Incoraggiare la corrispondenza fra membri con simili interessi e simili livelli intellettuali con il proposito dello scambio di opinioni e di idee innovative. Alimentare la curiosità caratteristica dei membri tramite un'indagine ponderata e feedback adeguato, ampliando gli orizzonti della scienza e della sapienza.
- Incoraggiare i membri verso successi personali al servizio della società e contribuzioni all'umanità in generale.
- Mettere a disposizione un canale per iniziative individuali, offrendo ai membri l'opportunità di avanzare nella società e di servire in posizioni esecutive o dirigenti in cui possano essere di beneficio alla società, allo stesso tempo arricchendo la propria esperienza.
- Offrire ai membri in posizioni di responsabilità al di fuori della società l'opportunità di aiutare altri membri a mettere a frutto le proprie capacità.
- Continuare ad espandere il numero dei membri della società, incoraggiando i membri esistenti ad individuare e proporre individui qualificati per valutarli tramite test appropriati ed ammetterli nella società, ampliando così il potenziale di abili individui e gli orizzonti sia dei nuovi membri che dei membri esistenti.
- Accumulare una risorsa naturale di talento e abilità, ed aiutare i membri a conseguire il successo e il riconoscimento che hanno la capacità di conseguire.
- Provvedere un servizio di consulenza tipo corrispondenza di cui i membri possono far uso per l'educazione, la vocazione attuale e il lavoro.
- Mettere a disposizione di altri membri la guida e il parere di membri più consumati ed esperti che li possono beneficiare con il loro sapere.
- Stabilire legami fra i membri e cementarli tramite il giornale, Telicom, pubblicato ogni due mesi, che li mantiene informati delle attività della società e del quale possono beneficiare condividendo le proprie esperienze con altri membri. L'ISPE sollecita e pubblica contribuzioni di diversa natura e profili (auto)biografici per l'edificazione e la stimolazione di idee fra i suoi membri.
- Estendere il potenziale dei membri tramite salute e longevità.